# Marche-en-Famenne

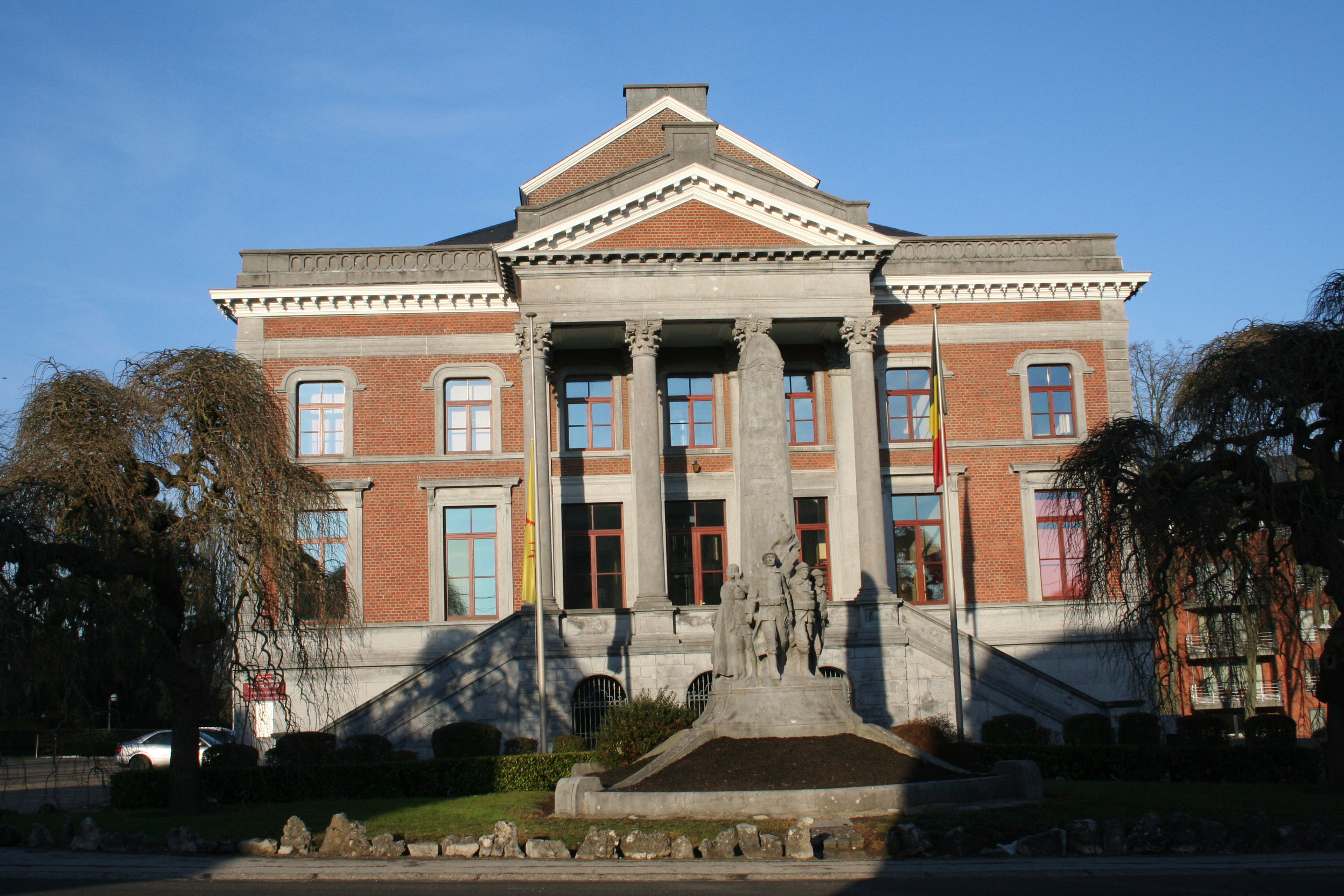
Palacio de Justicia,

Marche-en-Famenne (en valón Måtche-el-Fåmene) es un municipio francófono de Bélgica situado en la Región Valona, capital de su distrito administrativo (Arrondissement administratif de Marche-en-Famenne) en la provincia de Luxemburgo. A 1 de enero de 2018 tenía una población estimada de 17 465 habitantes.

## Historia
Perteneció al Ducado de Luxemburgo, durante la guerra de los Ochenta Años, Juan de Austria firmó el Edicto perpetuo de 1577 en esta villa, que como todo el ducado permaneció leal a la Corona española. Durante la guerra de los Nueve Años sus murallas y fortaleza fueron destruidas por las tropas francesas a finales del siglo XVII.

## Geografía
Esta ciudad está situada en el norte de la provincia y limita con la provincia de Namur, siendo el centro de la Famenne.

### Secciones del municipio
El municipio comprende los antiguos municipios, que se fusionaron en 1977:
| - Marche-en-Famenne - Aye - Hargimont - Humain - On - Roy - Waha |

### Pueblos y aldeas del municipio
El Municipio comprende los pueblos y aldeas de: Marloie, Grimbiémont, Lignières, Hollogne, Champlon-Famenne y Verdenne.

## Demografía

### Evolución
Todos los datos históricos relativos al actual municipio, el siguiente gráfico refleja su evolución demográfica, incluyendo municipios después de efectuada la fusión el 1 de enero de 1977.
| Gráfica de evolución demográfica de Marche-en-Famenne entre 1846 y 2020 |
|                                                                         |